# Umimacsi diary (film)
Az Umimacsi diary (eredeti címén, félig japán, félig latin betűs írással: 海街diary) egy 2015-ben bemutatott japán film Koreeda Hirokazu rendezésében. Magyar címe nincs, az eredeti cím jelentése tengerparti városi napló. A mű három lánytestvér életét mutatja be, akikhez odaköltözik 14–15 éves, szintén lány féltestvérük. A film egyik legnagyobb sikere, hogy a 2015-ös cannes-i fesztiválon a nagyjátékfilmek versenyében bekerült a hivatalos válogatásba, vagyis az Arany Pálma jelöltje volt.

## Cselekmény
|  | Alább a cselekmény részletei következnek! |

A filmnek viszonylag kevés cselekménye van, inkább az élethelyzetek és a szereplők közti beszélgetések bemutatására helyezi a hangsúlyt.
A film elején a Kamakura városában élő három fiatal felnőtt lánytestvér, Szacsi, Josnio és Csika Jamagatába utazik, ahol részt vesznek 15 éve nem látott apjuk temetésén. Itt találkoznak körülbelül 14–15 éves féltestvérükkel, Szuzuval, akitől Szacsi megkérdezi, hogy nem akar-e hozzájuk költözni Kamakurába. A lány hamarosan úgy dönt, hogy összeköltözik nővéreivel.
A film során megismerjük a lányok jellemét és munkájuk egy részét: Szacsi, a kórházi ápoló komoly, míg a bankban dolgozó Josino és a sportbolti eladó Csika könnyedebb, komolytalanabb stílusú, de mindannyian jól megértik egymást az új jövevénnyel, aki szorgalmas és udvarias jellemű, emellett pedig focizik is egy vegyes fiú–lány csapatban. Összebarátkozik egyik iskolatársával, Fútával, míg Szacsi egy már házas orvossal van közeli viszonyban. Szuzu jól érzi magát új helyén, azonban néha lelkiismeret-furdalása van, mert úgy gondolja (annak ellenére, hogy még meg sem született akkor), hogy ő a felelős azért, hogy a három másik lány apja annak idején elhagyta anyjukat, de testvérei megvigasztalják, hogy egyáltalán nincs így. Amikor Szacsi orvosbarátja hirtelen bejelenti, hogy ő most elhagyja feleségét, Amerikába megy, és megkérdezi Szacsit, hogy nem akar-e vele menni, a legidősebb nővér átérzi, hogy ő is hasonló helyzetbe került, mint az általa nem sokra becsült apja: elhagyja-e családját egy egyébként már házas ember miatt. Végül úgy dönt, nem testvéreitől, hanem az orvostól szakad el.
|  | Itt a vége a cselekmény részletezésének! |

## Szereplők
- Ajasze Haruka ... Kóda Szacsi, a legidősebb nővér
- Nagaszava Maszami ... Kóda Josino, a második nővér
- Kaho ... Kóda Csika, a harmadik nővér
- Hirosze Szuzu ... Aszano Szuzu, a legkisebb lány
- Fubuki Dzsun ... Ninomija Szacsiko, a vendéglős
- Maeda Ósiró ... Fúta, Szuzu barátja
- Szuzuki Rjóhei ... orvos, Szacsi barátja

## Díjak és jelölések
| 2016 | A japán filmakadémia díja                | Legjobb film               |                   | Elnyerte |
| 2016 | A japán filmakadémia díja                | Legjobb rendező            | Koreeda Hirokazu  | Elnyerte |
| 2016 | A japán filmakadémia díja                | Legjobb operatőr           | Takimoto Mikija   | Elnyerte |
| 2016 | A japán filmakadémia díja                | Legjobb világítás          | Fudzsii Norikijo  | Elnyerte |
| 2016 | A japán filmakadémia díja                | Az év felfedezettje        | Hirosze Szuzu     | Elnyerte |
| 2016 | A japán filmakadémia díja                | Legjobb színésznő          | Ajasze Haruka     | Jelölés  |
| 2016 | A japán filmakadémia díja                | Legjobb női mellékszereplő | Kaho              | Jelölés  |
| 2016 | A japán filmakadémia díja                | Legjobb női mellékszereplő | Nagaszava Maszami | Jelölés  |
| 2016 | A japán filmakadémia díja                | Legjobb forgatókönyv       | Koreeda Hirokazu  | Jelölés  |
| 2016 | A japán filmakadémia díja                | Legjobb művészeti rendezés | Micumacu Keiko    | Jelölés  |
| 2016 | A japán filmakadémia díja                | Legjobb hang               | Curumaki Jutaka   | Jelölés  |
| 2016 | A japán filmakadémia díja                | Legjobb szerkesztés        | Koreeda Hirokazu  | Jelölés  |
| 2016 | A japán filmakadémia díja                | Legjobb zene               | Kanno Jóko        | Jelölés  |
| 2016 | Ázsiai filmdíj                           | Legjobb rendező            | Koreeda Hirokazu  | Jelölés  |
| 2016 | Ázsiai filmdíj                           | Legjobb színésznő          | Ajasze Haruka     | Jelölés  |
| 2015 | Cannes-i filmfesztivál                   | Arany Pálma                |                   | Jelölés  |
| 2015 | Genti nemzetközi filmfesztivál           | Legjobb film               |                   | Jelölés  |
| 2015 | Hócsi filmdíj                            | Legjobb új tehetség        | Hirosze Szuzu     | Elnyerte |
| 2015 | Mainicsi filmdíj                         | Legjobb színésznő          | Ajasze Haruka     | Elnyerte |
| 2015 | Mainicsi filmdíj                         | Legjobb női mellékszereplő | Nagaszava Maszami | Elnyerte |
| 2015 | Nikkan Sports filmdíj                    | Legjobb színésznő          | Ajasze Haruka     | Elnyerte |
| 2015 | Nikkan Sports filmdíj                    | Legjobb női mellékszereplő | Nagaszava Maszami | Elnyerte |
| 2015 | Nikkan Sports filmdíj                    | Legjobb új tehetség        | Hirosze Szuzu     | Elnyerte |
| 2015 | San Sebastián-i nemzetközi filmfesztivál | Közönségdíj – legjobb film |                   | Elnyerte |